# Gliese 163 d

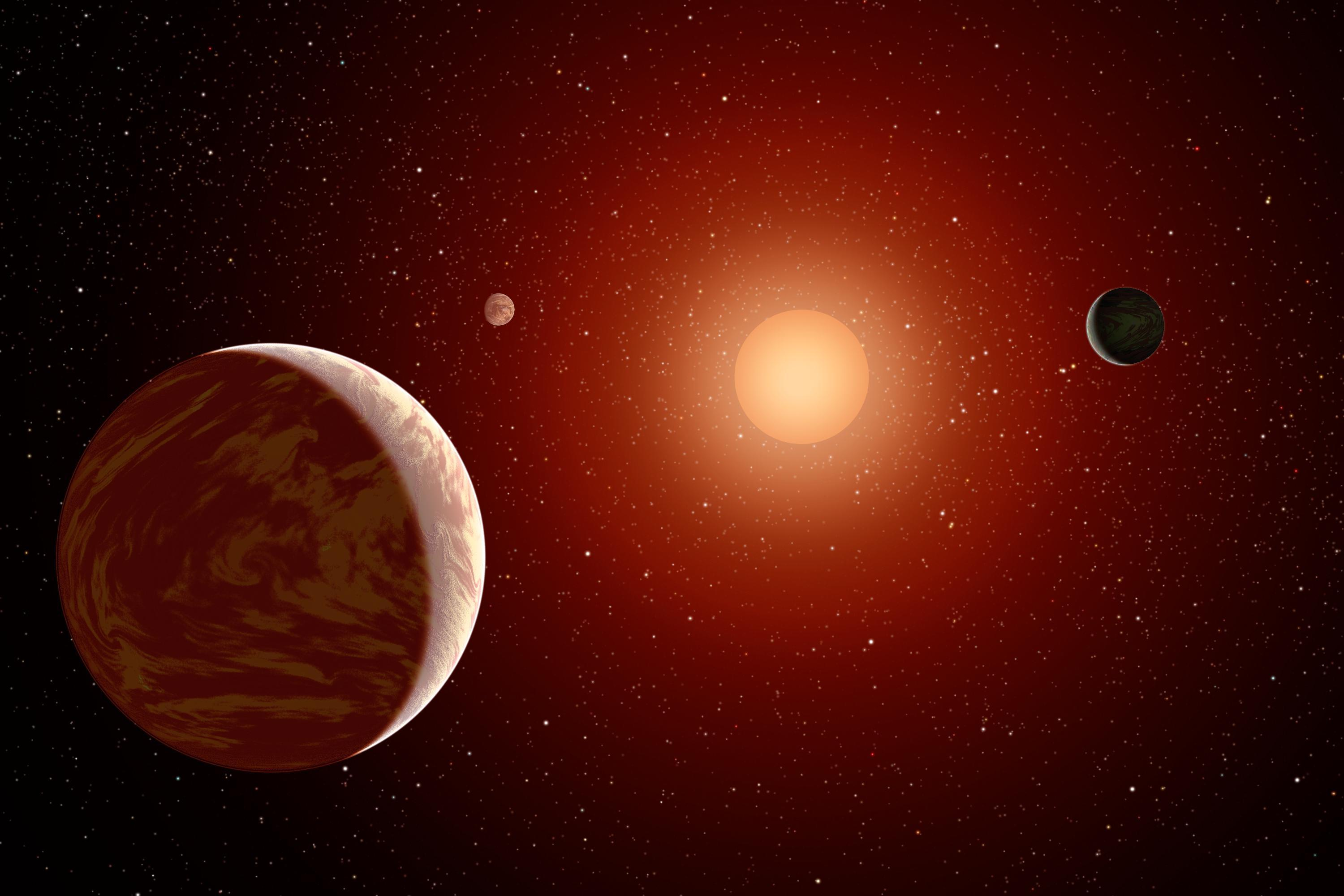
Concepção artística de três planetas orbitando a estrela Gliese 163.

Gliese 163 d, também conhecido como Gl 163 d e Gj 163 d, é um exoplaneta que está orbitando em torno de HR 8832, uma estrela anã vermelha que está localizada a 49 anos-luz de distância a partir da Terra, na constelação de Dorado. Ele tem uma massa de 0,092 ± 0,009 a de Júpiter. O exoplaneta foi descoberto por uma equipe internacional de astrônomos que estudou cerca de 400 estrelas anãs vermelhas com o instrumento HARPS no Observatório Europeu do Sul no Chile, através do método da velocidade radial.